# Ulf Sundelin
Ulf Artur Sundelin (Nacka, 26 de agosto de 1943) é um velejador sueco, campeão olímpico. Ele competiu nos Jogos Olímpicos de Verão de 1968 na classe 5.5 Metre e conquistou a medalha de ouro, ao lado de seus irmãos Jörgen Sundelin e Peter Sundelin.
Os Sundelins também tiveram muito sucesso em campeonatos mundiais. Em 1965 conquistaram pela primeira vez a medalha de bronze no kite em Sandhamn, antes de conquistarem a medalha de prata na classe de 5.5 Metre no mesmo local quatro anos depois. Em 1971 eles se tornaram campeões mundiais de kite juntos em Hobart.